# 湖北金粉蕨
湖北金粉蕨（学名：Onychium moupinense var. ipii）为中国蕨科金粉蕨属下的一个变种。

## 扩展阅读
- 維基物種上的相關：湖北金粉蕨